# Jakob Engel (Schauspieler)
Jakob Engel ist ein deutscher Schauspieler.

## Leben
2023 spielte er die Rolle des Casper in der Fernsehserie Schloss Einstein.

## Filmografie
- 2023: Schloss Einstein (Folge 1027 bis 1052)